# Gokstadschip

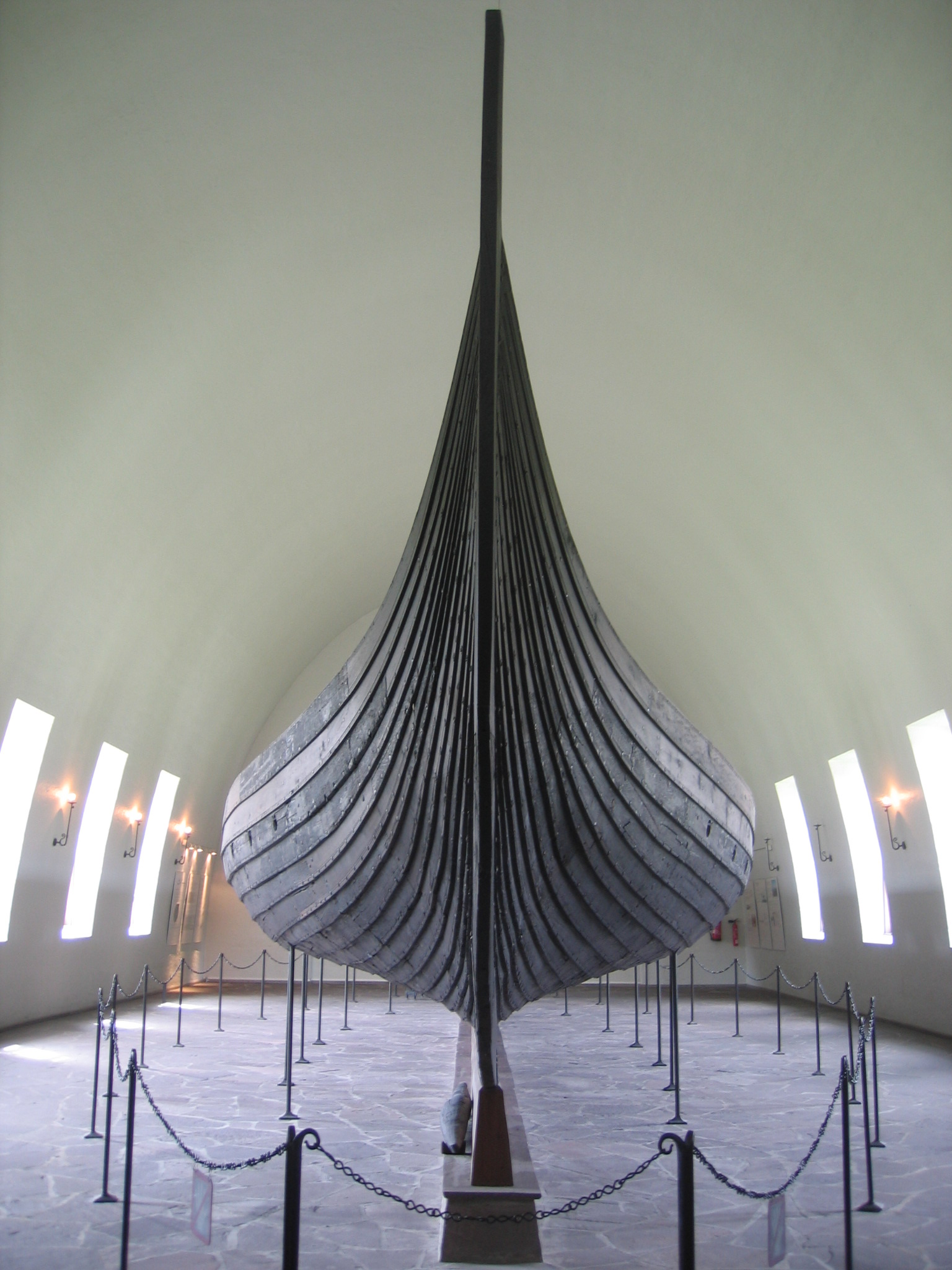
Gokstadschip in het Vikingskipshuset in Oslo

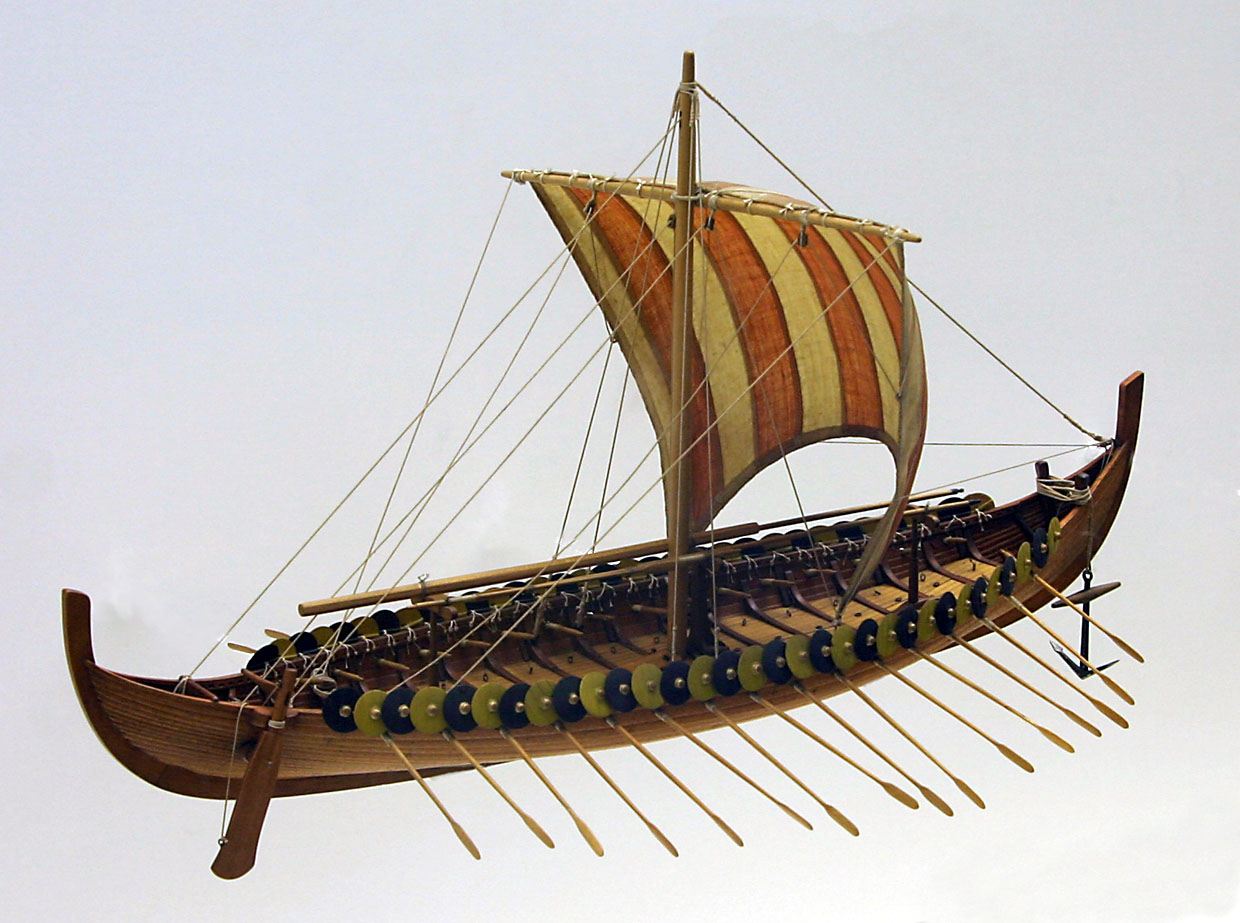
Model van het Gokstadschip

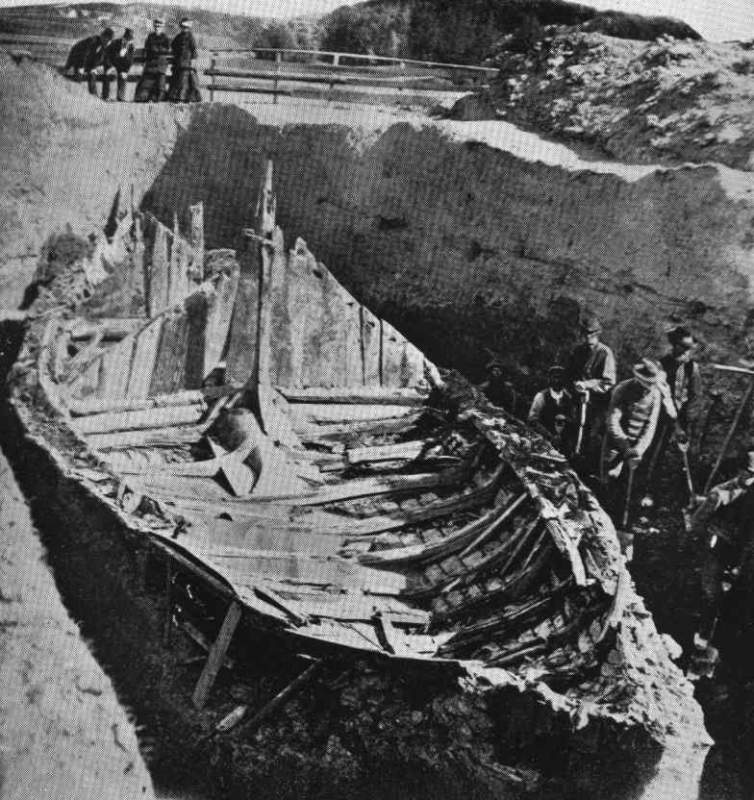
Gokstadschip gefotografeerd in 1880

Het Gokstadschip is een laat-9e-eeuws Vikingschip dat in 1880 in een grafheuvel van zeeklei gevonden werd door de Noorse archeoloog Nicolay Nicolaysen bij een boerderij in Sandar, bij het Sandefjord, in de provincie Vestfold in Noorwegen.
Het Gokstadschip is overnaads gebouwd en van eikenhout. Het schip is 24 m lang en 5 m breed. Het had plaats voor 32 roeiers. Aan de buitenkant hingen, half over elkaar geschoven, 64 schilden. Het had een zeil van circa 110 vierkante meter en kon circa 12 knopen. Het roer is vervaardigd van eikenhout, mat ongeveer 42 bij 300 cm, en kon voor het varen in ondiep water opgetrokken worden. Het schip was zeer zeewaardig.
Het schip wordt tentoongesteld in het museum Vikingskipshuset in Oslo. Het is het grootste schip in dit museum.

## Grafgeschenken
Het scheepsgraf had ook diverse grafgeschenken. Naast het schip waren er drie kleinere boten, een tent en een slee. De opgraving in 1880 liet zien dat het graf in het verleden geplunderd was vanwege de gouden en zilveren grafgiften. Ook wordt verondersteld dat er wapens als graftgiften oorspronkelijk waren meegegeven.
Tijdens de opgraving is het skelet van een man van 50-70 jaar oud ontdekt. Men denkt dat het Olaf Geirstad-Alf, een koning van Vestfold zou kunnen zijn, gestorven volgens de Heimskringla.

Verder trof men buiten de grafkamer de skeletten van twaalf paarden, zes honden en een pauw aan. Plus nog drie kleinere boten.

## Replica's
Ter gelegenheid van de Wereldtentoonstelling van 1893 in Chicago werd in Noorwegen een replica van het Gokstadschip gebouwd. Het was precies zo gebouwd, getuigd en bemand als het schip dat tot voorbeeld diende. Onder kapitein Magnus Andersen zeilde het over de Noord-Atlantische Oceaan rechtstreeks van Bergen in Noorwegen naar St. John's in Newfoundland, Canada. De reis werd gedaan zonder tussenlandingen te maken op IJsland of Groenland en gebeurde zonder escorte, sleephulp en nagenoeg zonder gebruik van roeiriemen. De replica deed er 28 dagen over en gedroeg zich uitstekend, ondanks slecht weer. Het liep 10, soms zelfs 11 knopen.
Een andere replica is de Hugin die in Ramsgate staat opgesteld. Zusterschip de Munin bevindt zich in Vancouver. De Gaia is een replica die Sandefjord als thuishaven heeft.